# نور فخري
نور فخري ممثلة مصرية 

## اعمالها

### افلامها
- كامب 2
- خلي بالك من اللي جاي (2019)

### مسلسلاتها
- مملكة الغجر (2019)
- حبيبي حياتي (2019)
- طاقة القدر (2017)
- مملكة يوسف المغربي (2016)

### مسرحياتها
- الباشا في الفلاشة (2016)